# Elpidia Polo Ovejas
Elpidia Polo Ovejas (Valladolid, 16 de noviembre de 1890- Madrid, 23 de diciembre de 1988) fue una maestra republicana española, represaliada por el franquismo, de ideología socialista, miembro de la Federación de Trabajadores de la Enseñanza (FETE) y de la Unión General de Trabajadores (UGT).

## Trayectoria
Nació en Valladolid, hija de Liboria Ovejas y Venancio Polo. Estudió en la Escuela Normal de Magisterio, obteniendo el título en 1911. Ejerció el magisterio en Villabaruz de Campos, San Pantaleón de Losa, Luarca, Estremera y Torrelaguna antes de trasladarse a Madrid.
Firmó en enero de 1922 un manifiesto a favor de la libertad de cátedra, «conquistada a costa de persecuciones y sacrificios, y contra la cual en vano se ha pretendido atentar desde hace medio siglo», en defensa de Josefa Úriz y Pi, profesora de Pedagogía de la Escuela Normal de Lérida, que había sido expedientada por el rector de la Universidad de Barcelona porque el obispo le acusaba de recomendar a sus alumnos unos libros que, según el religioso, velaban por doctrinas «detestables, disolventes, perniciosas». En 1932 aspiró a la plaza de Inspector - Maestro de Primera enseñanza en Madrid. Fue socia de número del Ateneo de Madrid durante los años 1932-1934.
Era maestra propietaria en la Escuela Nacional Unitaria de niñas nº 41 en el barrio de Chamberí. Al producirse el golpe de Estado de julio de 1936 marchó como enfermera al frente de Extremadura. Estuvo destinada en la Comandancia General de Don Benito (Badajoz) hasta enero de 1937 que regresó a Madrid para participar en la evacuación infantil hacia Levante. En 1938 se reincorporó a su Escuela hasta noviembre de ese mismo año que se trasladó a Alicante donde fue detenida en abril de 1939. Trasladada a Madrid, fue condenada a 30 años de reclusión en Consejo de Guerra celebrado el 30 de mayo de 1939. La sentencia fue anulada y el 14 de junio siguiente fue condenada a muerte. La pena le fue conmutada por la inferior de 30 años de reclusión el 6 de octubre de 1939 y rebajada a 12 años el 1 de junio de 1943.
Su condena fue por ser una miliciana armada de pistola; prestar servicios en la Comandancia General de Don Benito (Badajoz); denunciar al comité a una joven por realizar servicios de espionaje a favor del Ejército nacional y propagar sus ideas a sus alumnos.
El 19 de julio de 1941 ingresó en la cárcel de Saturrarán (Guipúzcoa) de la que salió en libertad condicional el 7 de octubre de 1943 marchando a residir a Santander. En noviembre de 1945 vivía en Madrid, ciudad donde fallecería en 1988